# 小类尖目螳属
小类尖目螳属（学名：Catoxyopsis），也称亚尖螳属，为螳科的一个属。

## 下属物种
本属包括以下物种：
- 多疑亚尖眼螳 Catoxyopsis dubiosa Giglio-Tos, 1898